# Lillo (nome)
Lillo  è un nome proprio di persona italiano maschile. 

## Varianti
- Maschili: Lillio, Lilli[1][2]
  - Ipocoristico: Lillino[1][2]
- Femminile: Lilla[2]

## Origine e diffusione
Rappresenta il vezzeggiativo di nomi contenenti una o più l quali Angelo, Antonello, Paolo, Pasquale, Raffaele, Livio e altri. In particolare in Sicilia Lillo e Lillì sono usati come vezzeggiativi di Letterio, Stanislao e Calogero.
In taluni casi può essere un nome infantile con valore autonomo e non direttamente collegato ad un nome originario.
La variante Lilli può avere valore anche femminile, anche se in questo caso con origini diverse.

## Onomastico
L'onomastico può essere festeggiato in corrispondenza del nome di cui rappresenta il vezzeggiativo, oppure il 1º novembre, in occasione della festa di Tutti i Santi.

## Persone
- Lillo Brancato, attore colombiano
- Lillo Castellano, calciatore spagnolo
- Lillo Foti, imprenditore e dirigente sportivo italiano
- Lillo Gullo, poeta, scrittore e giornalista italiano
- Lillo Tombolini, giornalista italiano
- Lillo, nome d'arte di Pasquale Petrolo, comico italiano.

### Variante Lilli
- Lilli Greco, produttore discografico, compositore, musicista, e arrangiatore italiano

## Il nome nelle arti
- Lillo, personaggio Disney, figlio di Lilli e il vagabondo